# Giacinto Andrea Cicognini
Giacinto Andrea Cicognini (né en 1606 à Florence et mort vers 1650 à Venise) est un écrivain, dramaturge et librettiste italien du XVIIe siècle.

## Biographie
En 1627, Cicognini est diplômé en droit à l'université de Pise. De 1640 à 1645, il travaille à Florence en collaboration avec le poète et dramaturge Gian Battista Ricciardi. Son premier ouvrage paraît en 1646, Il Celio, mis en musique par Sapiti et Baglioni. Plus tard cette année, on le retrouve dans Venise, en tant que secrétaire de Franscesco Boldieri, un noble qui dirige l'ordre des chevaliers hospitaliers de Saint-Jean de Jérusalem.
Dans le même temps, il acquiert une renommée considérable à la fois en tant que dramaturge et comme librettiste, produisant plusieurs œuvres dramatiques, des tragédies, des comédies, des comédies sacrées et livrets d'opéra, presque tous écrits pour les maisons d'opéra à Venise. Ses œuvres dramatiques ont été mises en musique par les compositeurs les plus célèbres de l'époque, parmi lesquels il y avait Francesco Cavalli, Antonio Cesti et Francesco Lucio.
Cigognini était l'une des figures les plus importantes du théâtre musical du XVIIe siècle. Il a fusionné des éléments à la fois comiques et tragiques, peut-être sous l'influence de la littérature espagnole de l'époque (Calderon de la Barca, Tirso de Molina). Ses œuvres les plus célèbres sont L'Orontea et Il Giasone, respectivement en musique par Pietro Antonio Paniers et Cavalli, deux opéras très populaires en Europe au cours du XVIIe siècle.
Ses pièces sont d'une grande importance surtout pour l'érudition du langage et les techniques de jeu de scène comparables à celles de la Commedia dell'Arte.
Il est aussi l'auteur de Le gelosie fortunate del principe Rodrigo, dont Molière s'inspirera pour Dom Garcie de Navarre ou le Prince jaloux